# بی ویو، شهرستان کیوانی، ویسکانسین
بی ویو (به انگلیسی: Bay View) یک منطقهٔ مسکونی در ایالات متحده آمریکا است که در رودخانه سرخ واقع شده‌است. بی ویو ۲۲۰٫۹۸ متر بالاتر از سطح دریا واقع شده‌است.